# Barri de Fàtima
Fàtima és un barri de Tàrrega al costat oest de la població format per habitatges protegits amb el suport de l'Instituto Nacional de la Vivienda (1946-1956). És un barri sindical, el qual està format per cases unifamiliars, de planta baixa, molt similars entre elles, construïdes entre els anys 1946 i 1956. El barri s'estructura entorn d'una avinguda principal que s'inicia a la Plaça El·líptica. Aquesta avinguda, la de Fàtima, és de gran amplada, flanquejada per dos línies horitzontals d'arbres a banda i banda i, travessada per diversos carrers perpendiculars a ella. Al mig de l'Avinguda de Fàtima es crea una petita placeta circular anomenada Plaça Espanya. Cadascuna de les cases estan a banda i banda de l'avinguda i són de similars característiques arquitectòniques. Algunes d'elles ja han estat modificades. Generalment estan formades per una planta baixa i un primer pis juntament amb un petit pati al darrere. Tenen un arrebossat pintat de blanc en tots els seus murs exteriors i coberts amb teuleria àrab.
La tipologia emprada per a la construcció d'aquestes cases és típica de la postguerra espanyola i vol imitar el model d'habitatge de gust popular centrat en el concepte de casa rural, rebutjant els models racionalistes provinents dels corrents arquitectònics europeus dels anys vint que proposaven un altre tipus d'edificació en alçada i de caràcter comunitari.